# Clark (cràter marcià)
|  | No s'ha de confondre amb Clark (cràter). |

Clark és un cràter d'impacte de grans proporcions del planeta Mart situat al sud-oest del cràter Hussey i al sud-est de Nansen, a 55.6° sud i 133.4° oest. L'impacte va causar un clavill de 98 quilòmetres de diàmetre. El nom va ser aprovat el 1973 per la Unió Astronòmica Internacional, en honor del pintor i astrònom nord-americà Alvan Clark (1804 - 1887), a més de tenir també el cràter Clark en la Lluna.